# James Tont operazione U.N.O.
Série
James Tont operazione D.U.E.
(1966)
Pour plus de détails, voir Fiche technique et Distribution.
James Tont operazione U.N.O. est un film italien réalisé en 1965 par Bruno Corbucci. C'est une parodie du film britannique Goldfinger.
Une suite est sortie en 1966 : James Tont operazione D.U.E..

## Synopsis
L'espion britannique-sicilien James Tont, pseudonyme de Giacomino Tontonati, est envoyé par son chef à Las Vegas pour se battre contre Mister Goldsinger, l'homme le plus riche du monde, qui conspire avec la Chine contre le Siège des Nations unies à New York.

## Fiche technique
- Réalisation : Bruno Corbucci
- Scénario : Bruno Corbucci et Giovanni Grimaldi
- Musique : Marcello Giombini
- Pays :  Italie
- Langue : italien
- Format : couleur (Eastmancolor) - 2,35:1 - 35 mm
- Genre : Comédie d'espionnage
- Durée : 92 minutes
- Date de sortie : 
  - Italie - 16 mars 1966

## Distribution
- Lando Buzzanca : James Tont 007 et demi
- Susanna Clemm : femme auto-stoppeuse
- Loris Gizzi : Mister Goldsinger
- Roland Bartrop : "Z" chef du bureau des armes
- Marina Morgan : jeune fille de Goldsinger
- Evi Marandi : Barbara
- Gina Rovere  : Narda